# Љубиша Козомара
Љубиша Козомара  био је познати српски филмски и телевизијски сценариста.
Радио је једно време на почетку каријере као новинар у дневном листу Борба где се спријатељује с касније познатим српским сценаристом Горданом Михићем.
Заједно с Горданом Михићем и Миланом Милићевићем Лангом дебитује као косценариста на филму Звиждук у осам из 1962. године.
С Горданом Михићем заједно потписује сценарио следећих запажених филмова и серија:
- 1965: Доћи и остати
- 1966: Време љубави
- 1966: Топле године
- 1967: Буђење пацова
- 1967: Кад будем мртав и бео
- 1968: Сирота Марија
- 1969: Вране (заједничка режија)
- 1971: Бубашинтер
- 1971: С ванглом у свет

Касније самостално претежно пише сценарија за дечје и игране популарне тв серије и драму за ТВ:
- 1970–1971: Леваци
- 1973: Велики проналазач
- 1976: Бабино унуче
- 1977: Пургатоли
- 1982: Сијамци